# Mosquer capnegre
El mosquer capnegre (Empidonax atriceps) és un ocell de la família dels tirànids (Tyrannidae).

## Hàbitat i distribució
Viu als clars del bosc i arbusts de les muntanyes del centre i sud de Costa Rica i oest de Panamà.